# مقاطعة مونتيري (كاليفورنيا)
مقاطعة مونتيري (بالإنجليزية: Monterey County)‏ هي إحدى مقاطعات ولاية كاليفورنيا في الولايات المتحدة الأمريكية.

## أعلام
- باك سوندرز
- إدغار كينيدي
- ليو ويليس
- جيري فوجيكاوا
- أندريا باركر